# Madonna grassa
La Madonna grassa è una statua di Bologna.

## Descrizione
Si trova in una nicchia in via Saragozza accanto al civico 179, nella centosettantesima arcata del portico che porta al Santuario della Madonna di San Luca.
L'opera è composta dalla statua di una madonna con il bambino sorretto sul braccio sinistro. L'imponenza della statua e il ricco panneggio classicheggiante l'hanno portata a essere definita con l'appellativo con la quale è nota.
Nel basamento è inciso il verso "Tu nos ab hoste protege" ("proteggici dal nemico"), tratto dall'inno Maria Mater gratiae.

## Storia
Opera di Andrea Ferreri, è stata terminata probabilmente nel 1706. I lavori per la costruzione dell'arco e della nicchia che la contiene furono pagati dal marchese Francesco Maria Monti Bendini, priore dell'Arciconfraternita di Santa Maria della Morte.